# Guthega Pondage
Die Guthega Pondage ist einer der 15 im Snowy-Mountains-System zur Energieerzeugung aufgestauten künstlichen Seen. Der See wird im Wesentlichen vom Snowy River gespeist, der im Westen der Snowy Mountains in New South Wales in Australien fließt. Die über dem Stausee gelegene Siedlung Guthega ist von Jindabyne aus über eine Seitenstraße der Stichstraße zum Charlotte Pass zu erreichen (Entfernung ca. 33 km). Die Guthega Pondage liegt 1585 m hoch und damit bereits über der Baumgrenze.
Neben dem Snowy River fließen auch noch zwei Bäche, u. a. der Spencers Creek, in den Stausee.